# Malta ai XXIV Giochi olimpici invernali
Malta ha partecipato ai XXIV Giochi olimpici invernali che si sono svolti a Pechino, Cina, dal 4 al 20 febbraio 2022. La delegazione era composta da un'atleta.

## Delegazione
| Sport     | Uomini | Donne | Totale |
| --------- | ------ | ----- | ------ |
| Snowboard | 0      | 1     | 1      |
| Totale    | 0      | 1     | 1      |

## Snowboard
| Atleta         | Evento             | Qualificazione | Qualificazione | Qualificazione | Qualificazione | Finale          | Finale          | Finale          | Finale          | Finale          |
| Atleta         | Evento             | Run 1          | Run 2          | Migliore       | Posizione      | Run 1           | Run 2           | Run 3           | Migliore        | Posizione       |
| -------------- | ------------------ | -------------- | -------------- | -------------- | -------------- | --------------- | --------------- | --------------- | --------------- | --------------- |
| Jenise Spiteri | Halfpipe femminile | 7,25           | 25,25          | 25,25          | 21ª            | Non qualificata | Non qualificata | Non qualificata | Non qualificata | Non qualificata |